# Cantó de Mamisan
El cantó de Mamisan és un cantó francès del departament de les Landes, situat al districte de Mont de Marsan. Té sis municipis i el cap és Mamisan.

## Municipis
- Aurelhan
- Biars
- Mesòs
- Mamisan
- Pontens
- Sent Pau de Bòrn

## Història
| Data d'elecció                           | Identitat       | Partit | Qualitat |
| ---------------------------------------- | --------------- | ------ | -------- |
| 1979-1985                                | Roger Duroure   | PS     |          |
| 1985-1998                                | Robert Barsac   | RPR    |          |
| 1998-2004                                | Jean Bourden    | PS     |          |
| 2004-                                    | Xavier Fortinon | PS     |          |
| les dades anteriors no són pas conegudes |                 |        |          |
|                                          |                 |        |          |

## Demografia
| 1962  | 1968  | 1975   | 1982   | 1990   | 1999   | 2006   |
| ----- | ----- | ------ | ------ | ------ | ------ | ------ |
| 7.976 | 9.890 | 10.952 | 10.770 | 10.363 | 10.519 | 11.076 |